# Universidad de Nariño
Die Universität von Nariño (spanisch kurz UDENAR) ist eine staatliche kolumbianische Universität in Pasto im südlichen Departamento de Nariño und Mitglied in der Vereinigung Kolumbianischer Universitäten (Asociación Colombiana de Universidades, ASCUN) sowie dem Iberoamerikanischen Universitätsnetzwerk Universia.

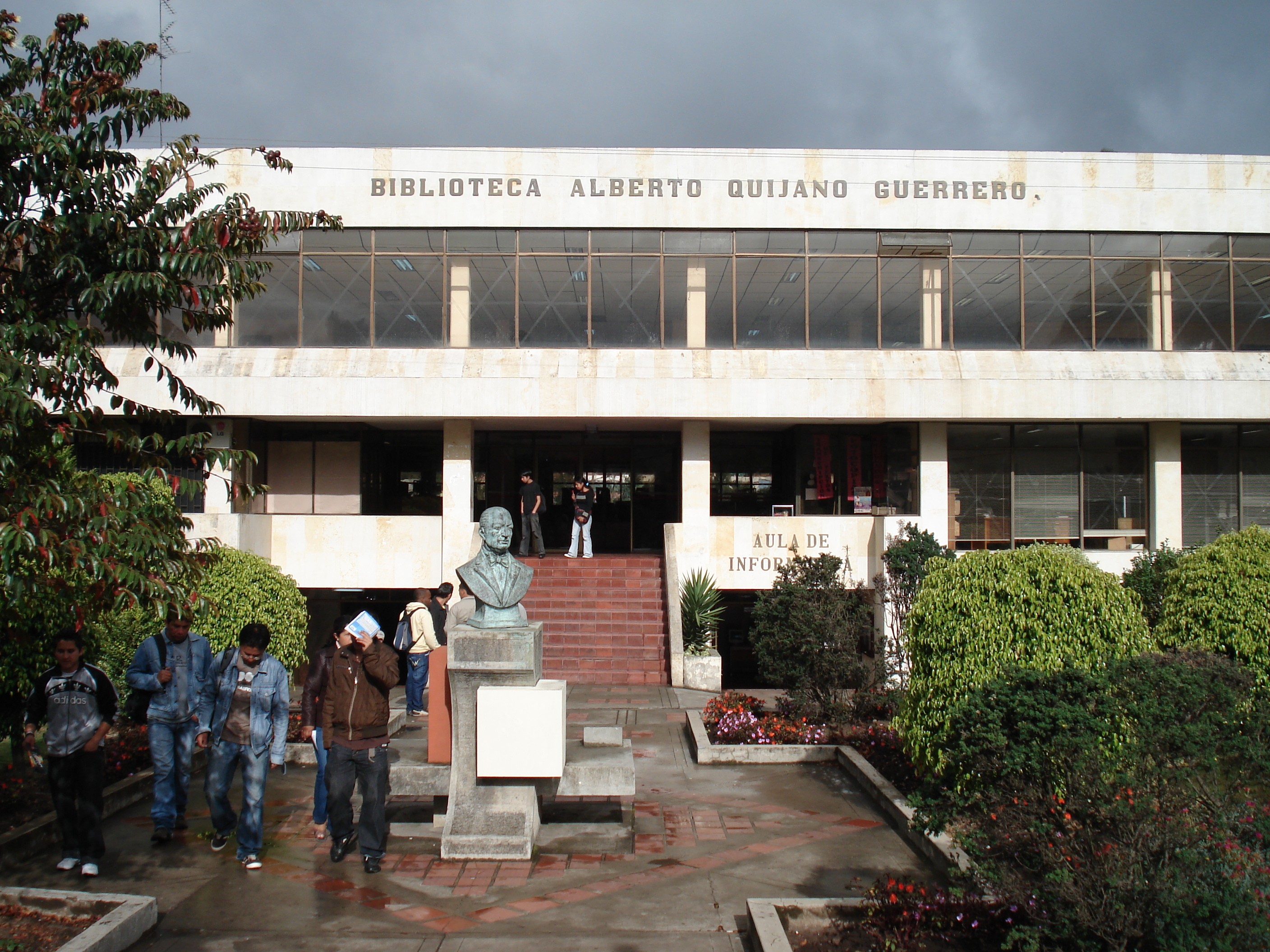
Alberto-Quijano-Guerrero-Bibliothek

## Geschichte und Organisation
Die Universität wurde am 7. November 1904 von Julián Buchelli gegründet. Sie bietet neben zahlreichen pregrado-Studiengängen fünf Masterstudiengänge und ein Doktorat in Ciencias de la Educación an; zudem beherbergt sie 70 des Departamento Administrativo de Ciencia, Tecnología e Innovación (Colciencias) anerkannte Forschungsgruppen. Hauptsitz der Universidad de Nariño ist in San Juan de Pasto; die Universität hat außerdem Einrichtungen in Ipiales, Samaniego, Tumaco und Túquerres.
UDENAR publiziert mit den Fachzeitschriften Derecho Público, Revista Historia de Educación Colombiana und Tendencias Beiträge zu akademischen Themen des Departamento de Nariño und Kolumbiens.
Das zugehörige Centro de Estudios e Investigaciones Latinoamericanas, CEILAT, ist eine der wenigen Institutionen für Lateinamerikanistik in Kolumbien; es befindet sich im Campus Centro der Universität (Carrera 22) und ist deren „Vizerektorat für Forschung und Postgraduiertenstudien“ (VIPRI) untergeordnet.